# Liste der Monuments historiques in Keskastel
Die Liste der Monuments historiques in Keskastel führt die Monuments historiques in der französischen Gemeinde Keskastel auf.

## Liste der Objekte
| Bezeichnung                | Beschreibung | Standort                              | Kennzeichnung | Schutzstatus | Datum | Bild |
| -------------------------- | ------------ | ------------------------------------- | ------------- | ------------ | ----- | ---- |
| Orgel                      | 1834 gebaut  | in der protestantischen Kirche (Lage) | PM67001035    | Classé       | 1982  |      |
| Instrumentalteil der Orgel | 1834 gebaut  | in der protestantischen Kirche (Lage) | PM67000268    | Classé       | 1982  |      |